# L'Utopie de la communication
 (avril 2015).
L'Utopie de la communication – Le Mythe du "village planétaire" est un essai écrit par Philippe Breton, chercheur français au CNRS, paru aux éditions La Découverte en 1992. Il analyse l'avènement de la communication comme valeur centrale de notre société.

## Présentation
Pour Breton, l’utopie de la communication remonte aux années 1940, à la naissance d’un nouveau courant de pensée. La cybernétique est née du contexte de barbarie et de fascisme de la Seconde Guerre mondiale dans le but de créer une science nouvelle expliquant tous les phénomènes, promulguant et théorisant la communication comme moyen pour les êtres humains de lutter contre l’entropie et le désordre.
Le mathématicien Norbert Wiener, le père de la cybernétique, postulait que le fonctionnement du cerveau humain était comparable à une machine et qu’ainsi tous les phénomènes naturels pouvaient être observés et étudiés sous l’angle des relations. Tous les problèmes peuvent donc être réglés par les échanges communicationnels, qui devraient être plus nombreux et de meilleure qualité. La cybernétique remet en cause la conception classique de l’homme, « dirigé de l’intérieur », qui fut confirmée au début du XXe siècle, notamment par Sigmund Freud et par la découverte de l’inconscient. « L’homme nouveau » est dirigé de l’extérieur, il réagit à son environnement. Les modèles de communication sont ses nouvelles valeurs. Plus qu’une science, la cybernétique est également une utopie.
Le triomphe de la raison n’a pas empêché certaines idéologies dites d’exclusion de se développer au XIXe siècle, telles que le darwinisme social (adaptant le principe de la survie du plus fort du darwinisme à la société). Ces idéologies (nazisme, communisme, libéralisme) ont toutes en commun de tendre vers un « arrêt de l’histoire », pour ne se tourner que vers l’avenir, et d’avoir recours à une purification de la société. Pour Breton, le secret, la dégradation de la morale ont entrainé l'humanité vers la barbarie de la Seconde Guerre mondiale.
Étant nouvelle, prônant le dialogue, la transparence, l’intelligence de tous les hommes et un nouveau modèle pour celui-ci, la communication s’est avérée post-traumatique. De plus, un nouvel outil qui allait révolutionner le monde a accompagné son développement : l’ordinateur.
Le thème de la communication s’est alors légitimé intellectuellement par l’intermédiaire des sciences (cybernétique, École de Palo Alto, Gregory Bateson), de la science-fiction, en ce qu’elle contribue à constituer les mythes de nos futures sociétés ( Philip K. Dick, Isaac Asimov « Face aux feux du soleil ») et du discours essayiste. Tous annoncent une société de communication. Mais une plus grande quantité de celle-ci signifie-t-elle une meilleure qualité ?
Le libéralisme a su profiter des thèmes de la communication, qui a su apporter de nouvelles sources de profit, pour trouver un souffle nouveau et sortir de la « société de consommation ». Elle a eu comme conséquence d’étendre l’empire des médias, et de faire basculer la connaissance dans l’univers multimédia. De fait, il existe aujourd’hui une confusion entre information et connaissance (« On sait quoi mais on ne sait jamais pourquoi »). Il faut aujourd’hui communiquer plus, quel que soit le message, et un bon message devient un message facilement communicable.
La communication a créé un paradoxe : elle a soutenu une uniformisation planétaire des goûts, des normes, des comportements, un espace universel, dans un monde où se renforce l’Individualisme et ou l’individu tend à se replier sur lui-même (Breton prend pour exemple l’augmentation du nombre de ménages célibataires). Mais elle a en fait tendance à provoquer ce repli sur soi car, en devenant accessible partout grâce à l'interactivité, elle rend la société fortement communicante mais moins rencontrante, toute communication étant désormais possible chez soi grâce à la « compagnie dénuée du caractère menaçant de l'intimité avec autrui » (selon les mots de la psychologue Sherry Turkle) de l’ordinateur.
Pour finir, l'effet pervers de cette utopie est de faire de la communication l'outil principal, qui pourrait même se substituer aux lois, pour résoudre un conflit, dans le consensus et l'harmonie. Le problème, c'est que la recherche d'harmonie, de la positivité tend à éliminer la critique, vecteur d'entropie car trop négative, alors qu'elle est pourtant le moteur de tout progrès (Jean-Paul Sartre disait « Il y a d'abord le refus »).
Il est donc essentiel de distinguer la communication en ce qu'elle a d'indispensable pour les êtres humains, dans leurs relations, leurs expressions, dans le développement de la démocratie, et sa transformation en utopie, dont les dérives finissent par remettre en question ses propres vertus initiales.